# Antillostenochrus cerdoso
Antillostenochrus cerdoso är en spindeldjursart som först beskrevs av Camilo och James Cokendolpher 1988.  Antillostenochrus cerdoso ingår i släktet Antillostenochrus och familjen Hubbardiidae. Inga underarter finns listade i Catalogue of Life.